# Pierduți în spațiu (serie din 1965)
Pierduți în spațiu (în engleză: Lost in Space) este un serial TV CBS din 15 septembrie 1965 – 6 martie 1968 creat de Irwin Allen. Seria a avut 83 de episoade a câte 49 de minute. Este vag bazată pe romanul din 1812 The Swiss Family Robinson (Un Robinson elvețian) de Johann David Wyss și pe cartea de benzi desenate The Space Family Robinson. 
A fost refăcut în 2018 de Matt Sazama și Burk Sharpless.